# Kaona (gmina Kučevo)
Kaona (cyr. Каона) – wieś w Serbii, w okręgu braniczewskim, w gminie Kučevo. W 2011 roku liczyła 589 mieszkańców.